# Yamaha Raptor 660
Il Yamaha Raptor 660 è stato un quadriciclo prodotto dalla casa motociclistica Yamaha nei primi 2000.

## Descrizione
Il Yamaha Raptor 660 è alimentato da un motore a benzina 4 tempi con  cambio a 5 marce. È classificato come uno tra i quad più potenti e migliori per quanto riguarda le prestazioni .
Da sbloccato , può raggiungere anche i 100km/h e ha circa 45cv.
Nel 2006 è stato sostituito dallo Yamaha Raptor 700, il quale conserva alcuni elementi del 660.